# Carl-Erik Holmberg

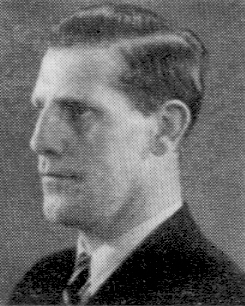
Carl-Erik Holmberg

Carl-Erik Holmberg (* 17. Juli 1906; † 5. Juni 1991) war ein schwedischer Fußballspieler. Der Stürmer, der dreimal in der Allsvenskan Torschützenkönig wurde, spielte zwischen 1926 und 1932 in 14 Länderspielen für die schwedische Nationalmannschaft.

## Werdegang
Holmberg debütierte in der Auftaktspielzeit 1924/25 für Örgryte IS in der Allsvenskan und gehörte mit elf Saisontoren neben Sven Rydell und Erik Börjesson zu den besten vereinsinternen Torschützen. In der folgenden Spielzeit war er mit 29 Saisontoren bester Torschütze der gesamten Liga und somit maßgeblich daran beteiligt, dass der Göteborger Klub den ersten Platz der Liga belegte. Bis 1930 wurde jedoch der schwedische Meistertitel nicht vergeben. Damit hatte er sich zudem in die schwedische Nationalmannschaft gespielt und debütierte im Juni gegen die Tschechoslowakei im Nationaljersey. Beim 2:2-Unentschieden erzielte er kurz vor Schluss sein erstes Länderspieltor. 
Auch in den folgenden beiden Spielzeiten traf Holmberg jeweils zweistellig. Am Ende der Auftaktspielzeit 1927/28 belegte er nach 27 Saisontoren erneut sowohl den ersten Rang in der Torschützenliste der Liga als auch mit dem Klub in der Abschlusstabelle. In der anschließenden Spielzeit lief ihm Bror Carlsson den Rang ab und war mit 21 Saisontoren neben Rydell mit 22 Treffern in der vereinsinternen Torschützenliste deutlich vor Holmberg, der acht Tore erzielt hatte, platziert. Dies schlug sich auch in der Nationalmannschaft nieder, lediglich jeweils einmal wurde er 1929 und 1930 berufen. Parallel rutschte der Klub in der Liga ab und beendete die Spielzeiten 1929/30 und 1930/31 auf dem sechsten respektive siebten Tabellenplatz. 
In der anschließenden Spielzeit 1931/32 fand Holmberg zu alter Torgefahr zurück. Bereits im Auftaktspiel gegen Landskrona BoIS dreimal als Torschütze erfolgreich erzielte er bis zum Saisonende 29 Saisontore. Damit erneut Torschützenkönig der Allsvenskan reichte es für die Mannschaft dieses Mal nur zur Vizemeisterschaft hinter dem Stockholmer Verein AIK. Damit kehrte er 1932 in die Nationalelf zurück und erzielte bei seinen drei Länderspieleinsätzen jeweils ein Tor. Der Verein rutschte in den folgenden Jahren wieder ins Mittelfeld ab. Weiterhin regelmäßiger Torschütze gehörte er bei der Weltmeisterschaft 1934 dem schwedischen Kader an, kam im Turnierverlauf jedoch nicht zum Einsatz. Bis 1939 lief Holmberg für den Klub in der Allsvenskan auf und blieb bis zu seinem Karriereende torgefährlich, wenngleich ihn Yngve Lindegren als Topstürmer des Klubs abgelöst hatte. In den 1940er Jahren engagierte er sich als Funktionär bei seinem langjährigen Klub.
Holmbergs 260 Ligaspiele bedeuteten lange Zeit Vereinsrekord, erst Niclas Sjöstedt konnte diese Marke 2000 überbieten. Dabei gelangen ihm 194 Erstligatore, womit er derzeit in der ewigen Torschützenliste der Allsvenskan an zweiter Stelle hinter Sven Jonasson rangiert.